# Saskia Juárez
Saskia Eloísa Juárez Green (Monterrey, 18 de julio de 1943) es una artista plástica, pintora paisajista, escenógrafa, escultora del estado de Nuevo León, México.
La cronista visual, como ella misma se considera, ha expuesto su obra desde 1961, no solo en el área metropolitana de Monterrey, sino en diversos estados del país y algunas ciudades de Estados Unidos y Suramérica.
A lo largo de su trayectoria ha recibido reconocimientos y homenajes como el Premio a las Artes 1998 otorgado por la UANL, la medalla al Mérito Cívico del Estado de Nuevo León en el 2003, en el 2013 fue incluida en el primer volumen del Patrimonio Cultural y Artístico de la UANL y en el 2017 recibió el premio Flama UANL.

## Formación académica
Saskia Juárez realizó sus estudios formales entre 1958 y 1961 en el taller de artes plásticas de la UANL, y entre 1961 a 1967 estuvo becada en la Academia de San Carlos de la UNAM.
En 1963 participó en diversas exposiciones colectivas en Suramérica y Estados Unidos a través de la OPIC, así como ayudante del pintor Juan O'Gorman en la realización de un mural.
Al concluir sus estudios, en 1967, regresó a Nuevo León integrándose como maestra del Taller de Grabado y Pintura de la Universidad de Nuevo León.
Y es en 1969 que aprueba su examen profesional con el que obtiene el título de pintora.

## Obra
En 1967 empezó a interesarse por el paisaje regional, especialmente de Nuevo León, una tendencia que la caracteriza aún hasta su más reciente exposición inaugurada en enero del 2023 titulada Color, luz y sombra.
Juárez Green ha plasmado el Cerro de la Silla, Las Mitras, La Huasteca o Chipinque, lo mismo las ruinas de adobe, Hacienda del Muerto, una calle de Dr. Arroyo, o caseríos de La Barranca, La Escondida, Rinconada, la Laguna de Sánchez y los caminos a Saltillo o Rompepicos”  logrando con ello cautivar al espectador con su perspectiva sobre la imponente naturaleza frente a su/nuestra dimensión humana.
Ha ilustrado libros, revistas y periódicos y ha diseñado escenografías para diversas puestas en escena en recintos del estado de Nuevo León. 

## Exposiciones
La artista ha participado en numerosas exposiciones individuales y colectivas en galerías, centros culturales y museos en el área metropolitana de Monterrey, así como en diversos estados de la república mexicana en algunas ciudades de Estados Unidos y Cuba.
En la década de los 60's la artista comenzó a exponer colectivamente con la OPIC, en diversas ciudades de Estados Unidos y Suramérica.
En 2008 inauguró la Muestra Retrospectiva “Recuento”  50 años de pintura en la Biblioteca Raúl Rangel Frías, biblioteca a la que en 2023 donó varias de sus obras.
Para 2014 expuso en el Museo de Culturas Populares 25 obras con intención de documentar y proteger la arquitectura vernácula y que como objetivo ulterior promoviera la restauración y protección de edificaciones que ella ha pintado, como una forma de preservar la memoria de Nuevo León.
Desde el 31 de enero del 2023 puede observarse la exposición de las últimas 12 piezas Saskia Juárez: Color, luz y sombra, en el Colegio Civil Centro Cultural Universitario.
En 2024 el Consejo para la Cultura y las Artes de Nuevo León (CONARTE), a través de la Pinacoteca de Nuevo León, editó un libro con su trayectoria como artista titulado Nuevo León y sus Montañas.

## Homenajes y Reconocimientos
- 1987 Recibe el Premio a las artes por parte de la Universidad Autónoma de Nuevo León[6]
- 2003 Medalla al Mérito Cívico de Nuevo León[7]
- 2013 Pinacoteca del Consejo para la cultura y las Artes de Nuevo León en coordinación con la Universidad Autónoma de Nuevo León a través de la Secretaría de Extensión y Cultura
- 2013 Es incluida en el primer volumen del Patrimonio Cultural y Artístico de la UANL
- 2017 Recibe el Premio Flama UANL[8]